# 情境感知網路
情境感知網路（context-aware network）是電腦網路的一種類型，綜合了笨網路與智慧電腦網路架構的性質。笨網路的特徵在於，智慧終端設備的使用，與不會控制或監控應用創作或操作的核心網路。此類網路被認為遵循終端對終端原則，其中的應用程式均建置於終端設備之間，網路不會對其進行控制。此類網路假定所有用戶與所有應用均具有平等的優先權。任何衝突或不想要的反應，都必須由獨立的應用程式來處理。因為此類網路最適合用來客製化個別使用者的需求，增加新的應用程式為其中最重要之事項。純網際網路的理想即是笨網路的一個例子。
相對於笨網路，智慧網路最適合用於以可靠性與穩定性為重之環境。該網路會提供、監視且控制應用之創作與操作。電話網路為智慧網路的一例，電話網路上的服務故障會影響商務，並危害到公眾安全。
情境感知網路是試圖克服笨網路與智慧網路模型之侷限，並融合這兩種網路模型之優點的一種網路。該網路被設計為允許客製化與創作應用程式同時存在，能確保應用程式之操作不僅只與個人用戶之設定有關，亦會因企業或其他共同擁有該網路的人之設定，而呈現不同的操作模式。語意網即為情境感知網路的一例。格狀網路、普適網路、自動化網路、應用感知網路、服務導向網路均包含情境感知網路模型之部分元素。
在情境感知網路裡，新的應用程式可以由既有的網路應用程式所組成。模構應用程式之技術能夠識別出符合具體功能性需求，以及必要非功能性需求之應用程式。此一方法能讓應用程式以其整體目的來描述。例如，一個應用程式可以描述一個業務流程（見BPEL）。該流程可被連結到組織的更大目標中，包括其優先權與失敗的結果。情境感知網路可使用這些其功能內的描述處理不相容應用之間，資源取得或更高層限制違反之類的衝突。情境感知網路會監控應用程式的運作，以確保這些應用均能相容於更高層之需求與限制，且其衝突亦能自行解決。
情境感知網路適用用在需要可靠性，亦需要系統演化與客製化之應用。該網路通常被用來發展企業的業務流程系統，以及客戶關係管理等應用。服務導向架構是情境感知網路模型的一特例，是目前極為流行的一個企業電腦架構。